# 1520
| 1520               |
| ------------------ |
| Dødsfald - Fødsler |
| • Begivenheder     |

| Gregoriansk kalender | 1520 MDXX               |
| Ab urbe condita      | 2273                    |
| Armensk kalender     | 969 ԹՎ ՋԿԹ              |
| Kinesiske kalender   | 4216 – 4217 己卯 – 庚辰 |
| Etiopisk kalender    | 1512 – 1513             |
| Jødisk kalender      | 5280 – 5281             |
| Hindukalendere       |                         |
| - Vikram Samvat      | 1575 – 1576             |
| - Shaka Samvat       | 1442 – 1443             |
| - Kali Yuga          | 4621 – 4622             |
| Iransk kalender      | 898 – 899               |
| Islamisk kalender    | 926 – 927               |

Konge i Danmark: Christian 2. 1513-1523
Se også 1520 (tal)

## Begivenheder

### Januar
- 19. januar – Den danske konge slår den svenske general Sten Sture den yngre i slaget ved Bogesund.[kilde mangler]

### November
- 1. november – Portugiseren Ferdinand Magellan passerer som den første europæer syd om Sydamerika; passagen bliver opkaldt efter ham : Magellanstrædet.[kilde mangler]
- 4. november – Christian 2. krones som konge af Sverige, efter at danske jurister med støtte af den danske hær har overbevist svenskerne om den kongelige danske arveret.[kilde mangler]
- 7.-10. november – Det Stockholmske Blodbad.[kilde mangler]
- 28. november - den portugisiske sømand Ferdinand Magellan når til Stillehavet gennem det stræde, der senere får navn efter ham.[kilde mangler]

### December
- 10. december - på torvet i Wittenberg brænder Martin Luther den pavelige bulle, som forkynder hans udstødelse af den katolske kirke.[kilde mangler]
- 10. december - ordre fra Christian 2 til Søren Norby om et togt til Grønland til genoptagelse af kontakten.[1]

### Ikke dateret
- Baskiske hvalfangere når Newfoundland.[2]

## Født
- 1. januar – Peder Oxe, rigshofmester (død 1575).
- Juan Rodríguez Cabrillo, portugisisk opdagelsesrejsende (død 1543).
- Prinsesse Dorothea af Danmark

## Dødsfald
- 6. april – Raphael, italiensk maler (født 1483).
- 30. juni – Den niende og sidste hersker af aztekernes rige i Mexico, Montezuma dør i spansk fangenskab.